# Maya Rehberg
Maya Rehberg, fälschlicherweise gelegentlich auch Maja, (* 28. April 1994 in Bad Segeberg, Schleswig-Holstein) ist eine deutsche Leichtathletin, die sich auf den Hindernislauf spezialisiert hat, aber auch Mittel- und Langstrecke sowie Cross läuft.

## Berufsweg
Maya Rehberg machte 2013 ihr Abitur mit einem Notendurchschnitt von 1,4 am Städtischen Gymnasium (STG) in Bad Segeberg. Dank eines einjährigen Stipendiums nahm sie im Sommer am Iona College in New Rochelle (New York State) ein Mathematikstudium auf. Nach ihrer Rückkehr begann sie Mitte Oktober 2014 an der Christian-Albrechts-Universität zu Kiel ein Studium der Physik des Erdsystems.

## Sportliche Laufbahn
Seit ihrem vierten Lebensjahr ist Rehberg Mitglied im Sportverein. Seitdem sie fünf Jahre alt ist betreibt sie Leichtathletik und spielte auch mal Handball, Fußball und Tennis.
Schon als A-Schülerin (W15) verbesserte Rehberg 2009 als A-Schülerin (W15) beim Weihnachtssportfest in Neubrandenburg den Hallenlandesrekord der weiblichen B-Jugend (U18) über 3000 Meter auf 10:00,85 min.
2010 und 2011 wurde Rehberg sowohl Deutsche U18-Crosslauf-Meisterin als auch Deutsche U18-Meisterin über 3000 Meter.
2012 und 2013 folgten die Deutschen U20-Meistertitel über 3000 Meter und beim 2000-Meter-Hindernislauf.
International hatte Rehberg bis dahin vier Medaillen bei Crosslauf-Europameisterschaften in der U20-Klasse gewonnen und 2013 den 3. Platz bei den U20-Europameisterschaften in Rieti beim 3000-Meter-Hindernislauf belegt.
Während ihres Auslandsstudiums von 2013 bis 2014 bestritt sie mehrere Wettkämpfe mit dem College-Team. Zwischendurch holte sie sich durch einen 3. Platz bei den Crosslauf-Europameisterschaften in Belgrad im Dezember 2013 mit der U20-Mannschaft ihre fünfte Medaille bei Crosslauf-Europameisterschaften. Zum Abschluss ihres Aufenthaltes belegte Rehberg im Juni 2014 bei den NCAA-Studentenmeisterschaften in Eugene (Oregon) im Finale des 3000-Meter-Hindernislaufes den 9. Platz, wobei sie ihre Zehn-Minuten-Marke mit 9:55,73 min unterbot und mit dieser Zeit auch den von ihr gehaltenen schleswig-holsteinischen Landesrekord der Frauen verbesserte. Zuvor hatte Rehberg bei den regionalen US-Studentenmeisterschaften in Boston (Massachusetts) eine neue persönliche Hallen-Bestleistung über 3000 Meter in 9:24,51 min aufgestellt.
2014 startete Rehberg in der Altersklasse U23 und erreichte bei den deutschen Meisterschaften den 5. Platz im 3000-Meter-Hindernislauf und einen 4. Platz bei den Crosslauf-Europameisterschaften mit der Mannschaft.
2015 war sie Deutsche U23-Crosslauf-Meisterin und bei den Frauen Deutsche Crosslauf-Vizemeisterin. Beim 3000-Meter-Hindernislauf wurde Rehberg Deutsche Vizemeisterin und erreichte einen 6. Platz bei den U23-Europameisterschaften.
2016 stellte Rehberg zwei persönliche Bestleistungen auf, über 2000 und 3000 Meter Hindernis. Sie holte sich den deutschen Crosslauf-Meistertitel bei den Frauen und U23. Über 3000 Meter Hindernis wurde Rehberg Deutsche Vizemeisterin und kam bei den Europameisterschaften in Amsterdam ins Finale. Schließlich wurde sie für die Olympischen Spiele in Rio de Janeiro nominiert.
Rehberg gehört zum B-Kader des Deutschen Leichtathletik-Verbandes (DLV).
Maya Rehberg startet seit dem 1. Januar 2015 für den TSV Kronshagen / Kieler TB und war zuvor gut 16 Jahre beim SC Rönnau 74.

## Ehrungen
2010 zeichnete der Kreisleichtathletikverband Segeberg Rehberg als Sportlerin des Jahres aus. 2012 und 2013 wurde sie von der Vereinigung „German Road Racers“ (GRR) als beste Nachwuchsläuferin benannt.

## Persönliche Bestzeiten
Halle
- 3000 m: 9:24,51 min, Boston (USA), 9. März 2014
- 5000 m: 17:17,57 min, New York City (USA), 21. Februar 2014

Freiluft
- 3000 m: 9:15,39 min, Osterode am Harz, 19. Juni 2015
- 5000 m: 16:30,49 min, Bremen, 5. Mai 2013
- 2000 m Hindernis: 6:21,05 min, Kiel, 11. Mai 2016
- 3000 m Hindernis: 9:39,18 min, Prag, 6. Juni 2016
- 10 km Straßenlauf: 34:36 min, Kaltenkirchen, 1. Mai 2017

## Erfolge
national
- 2010: 4. Platz deutsche Jugendhallenmeisterschaften (1500 m)
- 2010: Deutsche Crosslauf-Meisterin (U18)
- 2010: Deutsche U18-Meisterin (3000 m)
- 2011: Deutsche Crosslauf-Meisterin (U18)
- 2011: Deutsche U18-Meisterin (3000 m)
- 2012: Deutsche U20-Meisterin (2000 m Hindernis und 3000 m)
- 2012: 8. Platz deutsche Meisterschaften (1500 m)
- 2013: Deutsche U20-Meisterin (2000 m Hindernis und 3000 m)
- 2013: Deutsche U23-Vizemeisterin (1500 m)
- 2013: Deutsche Vizemeisterin (3000 m Hindernis)
- 2014: 5. Platz deutsche Meisterschaften (3000 m Hindernis)
- 2014: 3. Platz deutsche Meisterschaften 10 km Straßenlauf (U23)
- 2015: Deutsche Crosslauf-Meisterin (U23)
- 2015: Deutsche Crosslauf-Vizemeisterin (Frauen)
- 2015: 3. Platz deutsche U23-Meisterschaften (1500 m)
- 2015: Deutsche Vizemeisterin (3000 m Hindernis)
- 2016: Deutsche Crosslauf-Meisterin (Frauen und U23)
- 2016: Deutsche Vizemeisterin (3000 m Hindernis)

international
- 2010: Crosslauf-Vizeeuropameisterin (U20-Mannschaft)
- 2010: 18. Platz Crosslauf-Europameisterschaften (U20 Einzel)
- 2011: 3. Platz Crosslauf-Europameisterschaften (U20-Mannschaft)
- 2011: 18. Platz Crosslauf-Europameisterschaften (U20 Einzel)
- 2011: 12. Platz U18-Weltmeisterschaften (1500 m)
- 2012: 6. Platz U20-Weltmeisterschaften (3000 m Hindernis)
- 2012: Crosslauf-Vizeeuropameisterin (U20-Mannschaft)
- 2012: 3. Platz Crosslauf-Europameisterschaften (U20 Einzel)
- 2013: 3. Platz U20-Europameisterschaften (3000 m Hindernis)
- 2013: 6. Platz U20-Europameisterschaften (5000 m)
- 2013: 3. Platz Crosslauf-Europameisterschaften (U20-Mannschaft)
- 2013: 10. Platz Crosslauf-Europameisterschaften (U20 Einzel)
- 2014: 4. Platz Crosslauf-Europameisterschaften (U23-Mannschaft)
- 2015: 6. Platz U23-Europameisterschaften (3000 m Hindernis)
- 2016: Finale Europameisterschaften (3000 m Hindernis)